# Tomoji Eguchi
Tomoji Eguchi (江口 倫司 Eguchi Tomoji?), född 22 april 1977 i Hyōgo prefektur, är en japansk före detta fotbollsspelare.
Eguchi började sin karriär 1996 i Vissel Kobe. 2000 flyttade han till Avispa Fukuoka. Han avslutade karriären 2003.